# Marylebone Cricket Club
Der Marylebone Cricket Club (MCC) ist ein englischer Cricketclub aus dem Jahre 1787.

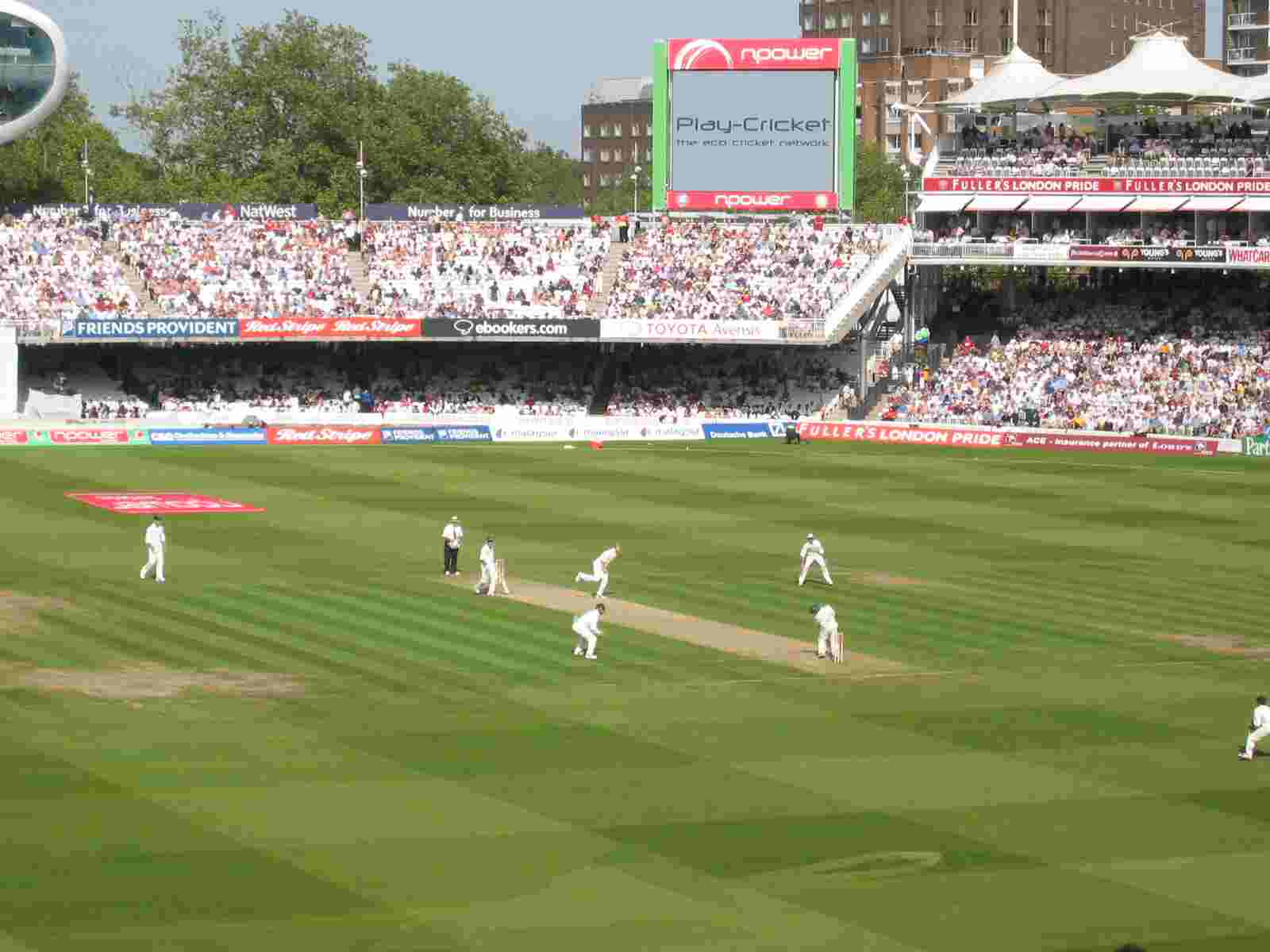
Cricket-Spiel im Marylebone Cricket Club

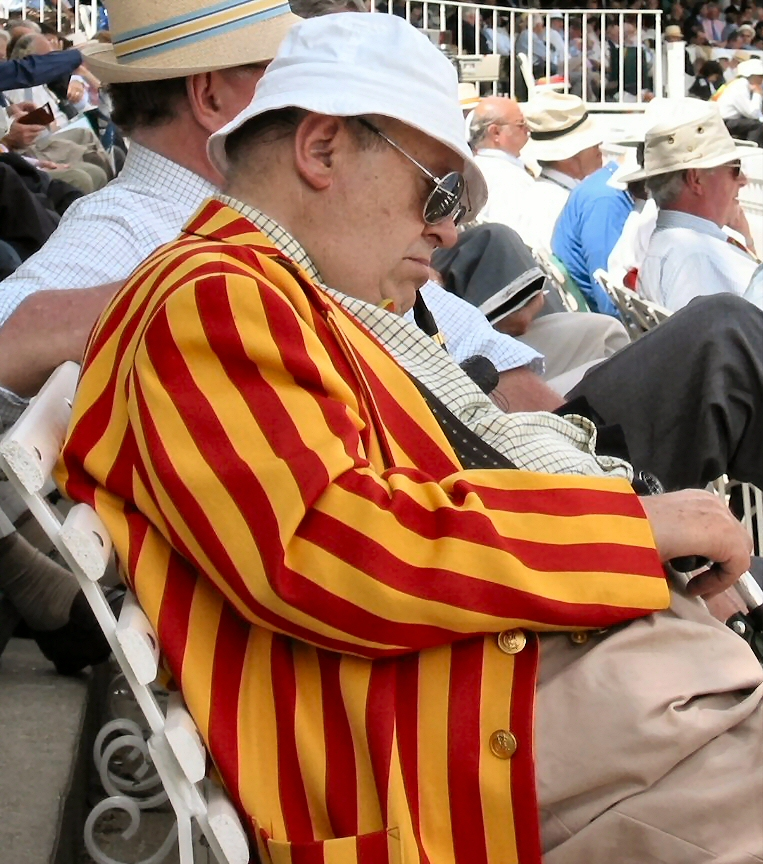
Mitglied des MCC im traditionellen gelb-rot gestreiften Jacket

Obwohl seine Zuständigkeit für internationales Cricket spätestens 1993 vollständig auf den International Cricket Council (ICC) übergegangen ist, und seine Funktion als englischer Verband heute beim England and Wales Cricket Board (ECB) liegt, ist alleine der MCC weiterhin für die Aufstellung der Laws of Cricket (Cricketregeln) zuständig und hält darauf das world copyright.
Bis ungefähr zur Jahrhundertwende war der MCC praktisch die für das ganze Weltcricket zuständige Dachorganisation. Damals wurde zur effektiveren Verwaltung der Board of Control for Test Matches für Länderspiele, das Advisory County Cricket Committee für den nationalen Profibereich und 1909 die Imperial Cricket Conference eingerichtet. Dabei blieb es im Großen und Ganzen bis 1968, als eine gründliche Umorganisation vor allem des Crickets in England stattfand.
Da der MCC als Privatclub keine öffentliche Förderung erwarten konnte, gründete er den nationalen Cricket Council als losen Dachverband und den Test and County Cricket Board (TCCB) als Verband für den Profisport. Die MCC Cricket Association wurde in die National Cricket Association, zuständig für den Amateurbereich, umgewandelt. Damit konnten öffentliche Gelder in den Cricketsport fließen.
Erst in den 1990er Jahren wurde diese Struktur aufgelöst und der England and Wales Cricket Board (ECB) trat als einheitlicher Cricketverband an seine Stelle.
Der MCC ist auf dem Lord’s Cricket Ground in St. John’s Wood in London beheimatet, das gleichzeitig das berühmteste Cricketstadion der Welt ist, oft als Mekka des Crickets bezeichnet. Die Mitglieder des Clubs genießen Privilegien, so dürfen normalerweise nur sie das Pavilion (Clubhaus) betreten, ein großes viktorianisches Gebäude aus dem Jahr 1889. Eine strenge Kleiderordnung ist dort selbstverständlich. In der Öffentlichkeit erkennbar sind sie durch ihre gelb-rot gestreiften Krawatten oder Jackets. Weibliche Mitglieder sind, auf Druck der Regierung, erst seit 1998 zugelassen.
Lord’s ist auch der Sitz des ECB und eines der 18 First-Class Counties, des Middlesex County Cricket Clubs. Bis zum Jahr 2005 war auch der International Cricket Council (ICC) dort ansässig, bis er nach Dubai umzog. Dies ist nicht zuletzt aus steuerlichen Gründen geschehen, aber auch um den veränderten Machtverhältnissen, weg von England (und Australien), hin zu den asiatischen Ländern, Rechnung zu tragen.
Der Club selbst nahm und nimmt nicht an Meisterschaften teil. Er unterhält aber viele Mannschaften, die in Großbritannien Freundschaftsspiele austragen und viele Crickettouren ins Ausland unternehmen, so auch zwei Touren nach Deutschland in den letzten Jahren.